# Kalmár György (labdarúgó, 1929)
Kalmár György (Győr, 1929. február 27. – Bakonyszentlászló, 1992. május 25.) labdarúgó, hátvéd. A sportsajtóban Kalmár II néven szerepelt.

## Pályafutása
1950 nyarán a Győri VSK-ból igazolt a Győri Vasashoz. 1950 és 1962 között a Győri Vasas ETO labdarúgója volt. Az élvonalban 1950. augusztus 20-án mutatkozott be a Bp. Postás ellen, ahol csapata 4–0-s győzelmet aratott. Összesen 197 élvonalbeli bajnoki mérkőzésen szerepelt.